# 上野亮
上野 亮（うえの りょう、1984年8月4日 - ）は、日本の元俳優。栃木県出身。かつては田辺エージェンシーに所属していた。

## 略歴・人物
2007年、特撮テレビドラマ『仮面ライダー電王』の三浦イッセー役で俳優デビュー。
趣味・特技はサッカー、剣道、テニス、水泳、ビリヤード。

## 出演

### テレビドラマ
- 仮面ライダー電王（2007年、テレビ朝日） - 三浦イッセー 役
- あるがままの君でいて（2008年、TBS）
- インディゴの夜 第37話（2010年、東海テレビ/共同テレビ） - エルドラドの新人ホスト 役
- 離婚同居 第2話（2010年、NHK）
- ヘヴンズ・ロック 〜Heaven's Rock〜（2010年、関西テレビ） - トオル 役

### 映画
- Dear Friends（2007年）
- 仮面ライダーシリーズ
  - 劇場版 仮面ライダー電王 俺、誕生!（2007年） - 三浦イッセー 役
  - 劇場版 仮面ライダー電王&キバ クライマックス刑事（2008年） - 三浦イッセー 役
  - 劇場版 仮面ライダーキバ 魔界城の王（2008年） - 警官 役 ※友情出演
  - 劇場版 さらば仮面ライダー電王 ファイナル・カウントダウン（2008年） - 三浦イッセー / 一成 役
  - 仮面ライダー×仮面ライダー×仮面ライダー THE MOVIE 超・電王トリロジー（2010年） - 三浦イッセー 役
    - EPISODE RED ゼロのスタートウィンクル
    - EPISODE BLUE 派遣イマジンはNEWトラル
    - EPISODE YELLOW お宝DEエンド・パイレーツ

### 舞台
- ミュージカル「最遊記歌劇伝」 - 独角兕 役
  - -Go to the West-（2008年）
  - -Dead or Alive-（2009年）
- ハムレット（2008年） - ローゼンクランツ 役
- アクサル 第9回公演 「11人いる!」（2009年） - ゲスト出演
- ソラオの世界（2009年） - パパルタン20 / ベーシスト・カイ / その他（1人8役）
- 西新宿ヤンキーズ旗揚げ公演「RE:SET」（2009年） - 主演

### 劇場アニメ
- 名探偵コナン 天空の難破船（2010年） - 操縦士 役